# إدواردو شوزاس
إدواردو شوزاس (بالإسبانية: Eduardo Chozas)‏ مواليد 5 يوليو 1960 في مدريد، هو دراج إسباني سابق في صنف سباق الدراجات على الطريق.

## سجل النتائج

### سباقات أو مراحل فاز بها
- طواف فرنسا
- طواف إيطاليا

## وصلات خارجية
- الموقع%20الرسمي

## روابط خارجية
- إدواردو شوزاس على موقع أرشيف الدراجات (الإنجليزية)
- إدواردو شوزاس على موقع إحصائيات الدراجات الإحترافية (الإنجليزية)
- إدواردو شوزاس على موقع CycleBase (الإنجليزية)